# Wilhelm Heinrich Ernst von Arnim
Wilhelm Heinrich Ernst von Arnim (* 15. Juli 1756 in Theeßen im Ziesarschen Kreis; † 9. Mai 1830 in Berlin) war ein preußischer Landrat.

## Leben

### Familie
Wilhelm Heinrich Ernst von Arnim war der Sohn von Ernst Erdmann von Arnim, (* 5. Juni 1716 in Theeßen; † 3. August 1770 ebenda), preußischer Leutnant und Erbherr auf Theeßen und dessen Ehefrau Henriette Hedwig Ernestine (geb. von Tresckow) (* 28. August 1716 in Schlagenthin; † 30. Januar 1775 in Theeßen); er hatte noch drei Geschwister.
Im Februar 1780 heiratete er in erster Ehe seine Cousine Sidonie Friederike Caroline (* 25. August 1764 auf dem Rittergut Brandenstein; † 30. Dezember 1790 in Räckendorf), die älteste Tochter des Landrats Johann August von Arnim; gemeinsam hatten sie vier Kinder. Im Oktober 1793 heiratete er in zweiter Ehe Auguste Charlotte (* 31. August 1765; †  28. Januar 1798 in Räckendorf) (geb. Roth zu Holzschwang aus dem Patriziergeschlecht Roth von Schreckenstein), mit der er drei Kinder hatte. Später heiratete er in dritter Ehe Philippine Friederike Dorothea (geb. von Thümen).
Er reiste Mitte 1804 und 1806 zu seiner Tochter Auguste Henriette Magdalene (* 12. April 1783 in Theeßen; † 17. Juni 1844 in Straußfurt), ins thüringische Straußfurt, die dort mit Eugen von Münchhausen (* 1780; † 10. Januar 1854), Landrat des Landkreises Weißensee und Vorsitzender der thüringischen Ritterschaft, verheiratet war; sein Enkel war Ferdinand von Münchhausen, späterer Oberpräsident der preußischen Provinz Pommern in Stettin und Mitglied des Preußischen Herrenhauses.

### Werdegang
Wilhelm Heinrich Ernst von Arnim besuchte von 1769 bis 1773 das Pädagogium zum Kloster Unser Lieben Frauen.
Nach Beendigung der Schule bewirtschaftete er von 1777 bis 1788 das ererbte Gut Theeßen und dazu das 1784 erworbene Rittergut Alt-Reckendorf sowie Anteile des Vorwerks Küsel. Aufgrund seiner finanziellen Situation war er später gezwungen, große Teile seines Besitzes zu verkaufen.
Im August 1783 wurde er Kreisdeputierter und im Februar 1787 wählten ihn die Stände des Ziesarschen Kreises zum Nachfolger des verstorbenen Landrats Carl Ludwig von Bardeleben; er war diesem bereits nach dessen Erkrankung im Januar 1787 zur Seite gestellt worden.
Am 19. Mai 1787 absolvierte er im Beisein des Ministers Alexander Friedrich Georg von der Schulenburg das Große Examen mit einem guten Ergebnis und wurde darauf am 29. Mai 1787 offiziell zum Landrat bestellt.